# Prime Evil (Venom)
Prime Evil è il primo album dei Venom dopo l'abbandono (momentaneo) di Cronos al basso ed alla voce, sostituito da "The Demolition Man". L'album viene pubblicato nel 1989, e contiene anche la cover di Megalomania dei Black Sabbath.

## Il disco
Demolition Man ha scritto il 60% del disco, Mantas ha scritto il 30%, mentre il 10% è stato scritto in collaborazione da Mantas e Demolition Man.
A detta di Demolition Man, la traccia Prime Evil è stata scritta basandosi su un riff di un brano di Sammy Hagar intitolato This Planets On Fire. Quando propose questo riff suonandolo insieme ad Abaddon, quest'ultimo gli disse di suonarlo più lentamente; ed anche se all'inizio Demolition Man pensava che la cosa non avrebbe funzionato, alla fine si ricredette. Successivamente Jeff "Mantas" ha aggiunto un riff di un brano strumentale della demo Deadline, mentre poi Demolition Man ha scritto un testo e il titolo della traccia che poi divenne anche il nome dell'album.
La seconda traccia, Parasite, fu composta da Tony "Demolition" e il testo fu scritto in collaborazione tra Demolition Man ed Abaddon.
Blackened Are the Priest e Carnivorous furono scritte interamente da Demolition Man.
L'intro di Skeletal Dance fu composto da Mantas e il resto della canzone fu scritta e composta da Demolition Man. 
Insane fu composta interamente da Demolition Man, mentre Mantas compose interamente Harder Than Ever, Into the Fire e Skool Daze.

## Tracce
1. Prime Evil – 4:38
2. Parasite – 3:08
3. Blackened Are the Priests – 4:19
4. Carnivorous – 2:11
5. Skeletal Dance – 3:07
6. Megalomania (cover dei Black Sabbath) – 5:25
7. Insane – 2:54
8. Harder Than Ever – 3:09
9. Into the Fire – 3:22
10. School Daze – 4:20
11. Live Like an Angel, Die Like a Devil – 3:05

*Live Like an Angel, Die Like a Devil è una traccia bonus della versione CD

## Formazione
- Demolition Man - voce, basso
- Abaddon - batteria
- Mantas - chitarra
- Al Barnes - chitarra ritmica